# My Way Tour
 (août 2025).
Si vous disposez d'ouvrages ou d'articles de référence ou si vous connaissez des sites web de qualité traitant du thème abordé ici, merci de compléter l'article en donnant les références utiles à sa vérifiabilité et en les liant à la section « Notes et références ».
Tournées par M. Pokora
RED Tour
(2015) Pyramide Tour
(2019)
My Way Tour est la sixième tournée personnelle de M. Pokora pour la promotion de son dernier album consacré aux reprises des chansons de Claude François, My Way.

## Setlist
Le programme de cette tournée est :
Intro
1. Magnolias for Ever
2. On est là
3. Belles ! Belles ! Belles !
4. C'est la même chanson
5. 17 ans

Acte II (Interlude de présentation des MP's: "Connaissez-vous les MP's ?")
1. Alexandrie Alexandra
2. Medley 70’s (Get Down on It, Boogie Wonderland, Blame It on the Boogie)
3. Voir la nuit s'emballer
4. Soudain il ne reste qu'une chanson

Acte III (Interlude de présentation des MP's: J'attendrai")
1. Belinda
2. Elle me contrôle
3. Je vais à Rio
4. Cette année-là (avec présentation des musiciens)
5. Toi et le Soleil
6. Le Monde
7. Juste une photo de toi

Acte IV
1. Comme d'habitude
2. Alexandrie Alexandra (version disco)

## Dates de la tournée
| Date              | Ville                | Pays     | Lieu                                        |
| ----------------- | -------------------- | -------- | ------------------------------------------- |
| 3 mars 2017       | Nancy                | France   | Zenith de Nancy                             |
| 4 mars 2017       | Épernay              | France   | Le Millesium                                |
| 9 mars 2017       | Dijon                | France   | Zénith de Dijon                             |
| 10 mars 2017      | Limoges              | France   | Zenith de Limoges                           |
| 11 mars 2017      | Bordeaux             | France   | Patinoire Mériadeck                         |
| 12 mars 2017      | Nantes               | France   | Zenith de Nantes                            |
| 14 mars 2017      | Caen                 | France   | Zenith de Caen                              |
| 15 mars 2017      | Rouen                | France   | Zenith de Rouen                             |
| 17 mars 2017      | Bruxelles            | Belgique | Forest National                             |
| 18 mars 2017      | Bruxelles            | Belgique | Forest National                             |
| 19 mars 2017      | Bruxelles            | Belgique | Forest National                             |
| 21 mars 2017      | Paris                | France   | Zénith de Paris                             |
| 22 mars 2017      | Paris                | France   | Zénith de Paris                             |
| 23 mars 2017      | Paris                | France   | Zénith de Paris                             |
| 25 mars 2017      | Amnéville            | France   | Galaxie d'Amnéville                         |
| 26 mars 2017      | Tours                | France   | Grand Hall                                  |
| 31 mars 2017      | Douai                | France   | Gayant Expo                                 |
| 1er avril 2017    | Amiens               | France   | Zénith d'Amiens                             |
| 2 avril 2017      | Le Mans              | France   | Antarès                                     |
| 4 avril 2017      | Lille                | France   | Zénith de Lille                             |
| 5 avril 2017      | Lille                | France   | Zénith de Lille                             |
| 7 avril 2017      | Montbéliard          | France   | Axone                                       |
| 8 avril 2017      | Saint-Étienne        | France   | Zenith de Saint-Etienne                     |
| 9 avril 2017      | Bourg-en-Bresse      | France   | Ekinox                                      |
| 10 avril 2017     | Bourg-en-Bresse      | France   | Ekinox                                      |
| 23 avril 2017     | Toulouse             | France   | Zenith de Toulouse                          |
| 25 avril 2017     | Montpellier          | France   | Zénith Sud                                  |
| 26 avril 2017     | Nice                 | France   | Palais Nikaia                               |
| 28 avril 2017     | Strasbourg           | France   | Zenith de Strasbourg                        |
| 11 mai 2017       | Brest                | France   | Brest Arena                                 |
| 12 mai 2017       | Trélazé              | France   | Arena Loire                                 |
| 13 mai 2017       | Rennes               | France   | Musikhall                                   |
| 14 mai 2017       | Orléans              | France   | Zénith d'Orléans                            |
| 18 mai 2017       | Clermont-Ferrand     | France   | Zenith d'Auvergne                           |
| 19 mai 2017       | Marseille            | France   | Le Dôme                                     |
| 21 mai 2017       | Grenoble             | France   | Palais des sports de Grenoble               |
| 23 mai 2017       | Lyon                 | France   | Halle Tony-Garnier                          |
| 24 mai 2017       | Genève               | Suisse   | Arena de Genève                             |
| 25 mai 2017       | Toulon               | France   | Zenith Omega                                |
| 9 juin 2017       | Montereau            | France   | Confluences (Festival)                      |
| 16 juin 2017      | Ruoms                | France   | Ardèche Aluna Festival (Festival)           |
| 30 juin 2017      | Margny-lès-Compiègne | France   | Le Tigre (Festival)                         |
| 8 juillet 2017    | Albi                 | France   | Base de loisirs de Pratgraussals (Festival) |
| 21 juillet 2017   | Brive-la-Gaillarde   | France   | Théâtre de verdure (Festival)               |
| 28 juillet 2017   | Canet-en-Roussillon  | France   | Santorin (Festival)                         |
| 4 août 2017       | Byblos               | Liban    | Byblos International Festival (Festival)    |
| 13 octobre 2017   | Amiens               | France   | Zénith d'Amiens                             |
| 14 octobre 2017   | Bruxelles            | Belgique | Forest National                             |
| 19 octobre 2017   | Genève               | Suisse   | Arena de Genève                             |
| 20 octobre 2017   | Strasbourg           | France   | Zenith de Strasbourg                        |
| 26 octobre 2017   | Orléans              | France   | Zénith d'Orléans                            |
| 27 octobre 2017   | Lille                | France   | Zénith de Lille                             |
| 10 novembre 2017  | Montpellier          | France   | Arena de Montpellier                        |
| 11 novembre 2017  | Bordeaux             | France   | Patinoire Mériadeck                         |
| 16 novembre 2017  | Chateauroux          | France   | M.A.CH 36                                   |
| 17 novembre 2017  | Pau                  | France   | Zénith de Pau                               |
| 18 novembre 2017  | Angoulême            | France   | Espace Carat                                |
| 23 novembre 2017  | Dunkerque            | France   | Le Kursaal                                  |
| 24 novembre 2017  | Rouen                | France   | Zenith de Rouen                             |
| 25 novembre 2017  | Nantes               | France   | Zenith de Nantes                            |
| 1er décembre 2017 | Amnéville            | France   | Galaxie d'Amnéville                         |
| 3 décembre 2017   | Bruxelles            | Belgique | Forest National                             |
| 7 décembre 2017   | Douai                | France   | Gayant Expo                                 |
| 8 décembre 2017   | Paris                | France   | AccorHotels Arena                           |
| 15 décembre 2017  | Lyon                 | France   | Halle Tony-Garnier                          |
| 16 décembre 2017  | Marseille            | France   | Le Dôme                                     |
| 17 décembre 2017  | Toulouse             | France   | Zénith de Toulouse                          |

## Musiciens
Bass
Franck-Cliff "BOOM"
Batterie
Aurélien Lefebvre
Claviers
Mikael Joseph
Guitare
Jno "Hailé" et Fabien Coronado 
Saxophone
Florian Fourlin
Trompette
Alexis Bourguignon
Trombone
Clemens Braun 

CHORISTES
1. Annabelle Marlot
2. Cynthia Abraham

## Danseuses
1. Ines Vandamme
2. Audjyan Ninja
3. Manon Bouquet
4. Janina Sarantsina
5. Nadine Timas
6. Séthanie Taing
7. Shirley Henault
8. Lydia Elattar